# Repubblica Bresciana
La cosiddetta Repubblica bresciana (18 marzo - 20 novembre 1797) fu un'amministrazione insurrezionale insediatasi in epoca napoleonica nel territorio comprendente l'attuale provincia di Brescia e l'asolano.
Nacque insieme alla Repubblica Bergamasca a seguito dell'occupazione militare francese delle città di Brescia e Bergamo, allora appartenenti alla Repubblica di Venezia. A differenza del territorio orobico, fu tenuta in sospeso molti mesi nel corso delle trattative tra la Francia e l'Austria sul destino del defunto stato veneto. Il 21 novembre confluì nella Repubblica Cisalpina.

## Storia

### L'occupazione francese

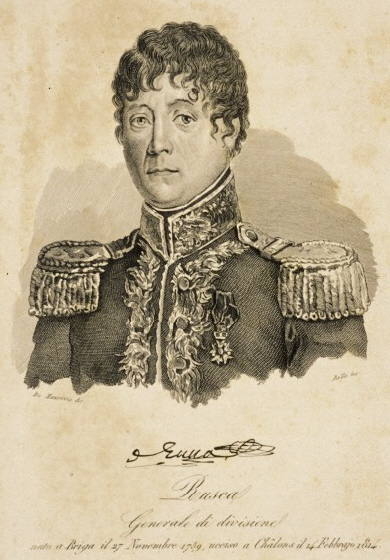
Il generale Rusca che fu al comando dell'esercito che entrò a Brescia.

A seguito della vittoria presso Lodi (10 maggio 1796), alcune colonne dell'Armata d'Italia entrarono nel territorio della Repubblica di Venezia allo scopo di inseguire l'esercito austriaco sconfitto. Il generale francese Jean-Baptiste Dominique Rusca si incontrò il 25 maggio con il Capitano e Vice-Podestà di Brescia Pietro Alvise Mocenigo presso Coccaglio. Mocenigo accordò a Rusca e ai suoi ufficiali l'ingresso in città a patto che l'esercito francese fosse rimasto all'esterno della cinta muraria. La sera stessa i generali francesi furono ospitati nelle case dei nobili locali, mentre l'esercito si accampò a Canton Mombello. Tuttavia molti soldati francesi scalarono le mura, dato che le porte erano state sbarrate, ed entrarono in città. Due giorni dopo Napoleone Bonaparte fece il suo ingresso a Brescia intrattenendosi con il rappresentante veneto per circa un'ora.
L'occupazione della fortezza di Peschiera da parte delle forze austriache comandate dal Generale Liptay e l'ospitalità che Verona diede al "nemico della Repubblica francese, il fratello del condannato Re" servirono a pretesto per occupare militarmente la città il 30 maggio. Al fine di limitare i danni, il Collegio dei Savi propose Francesco Battagia nel ruolo di Provveditore straordinario di Terraferma visto il ruolo svolto da questi come commissario presso l'esercito francese e per la fiducia che Bonaparte pareva riconoscergli.

### La presa del Broletto

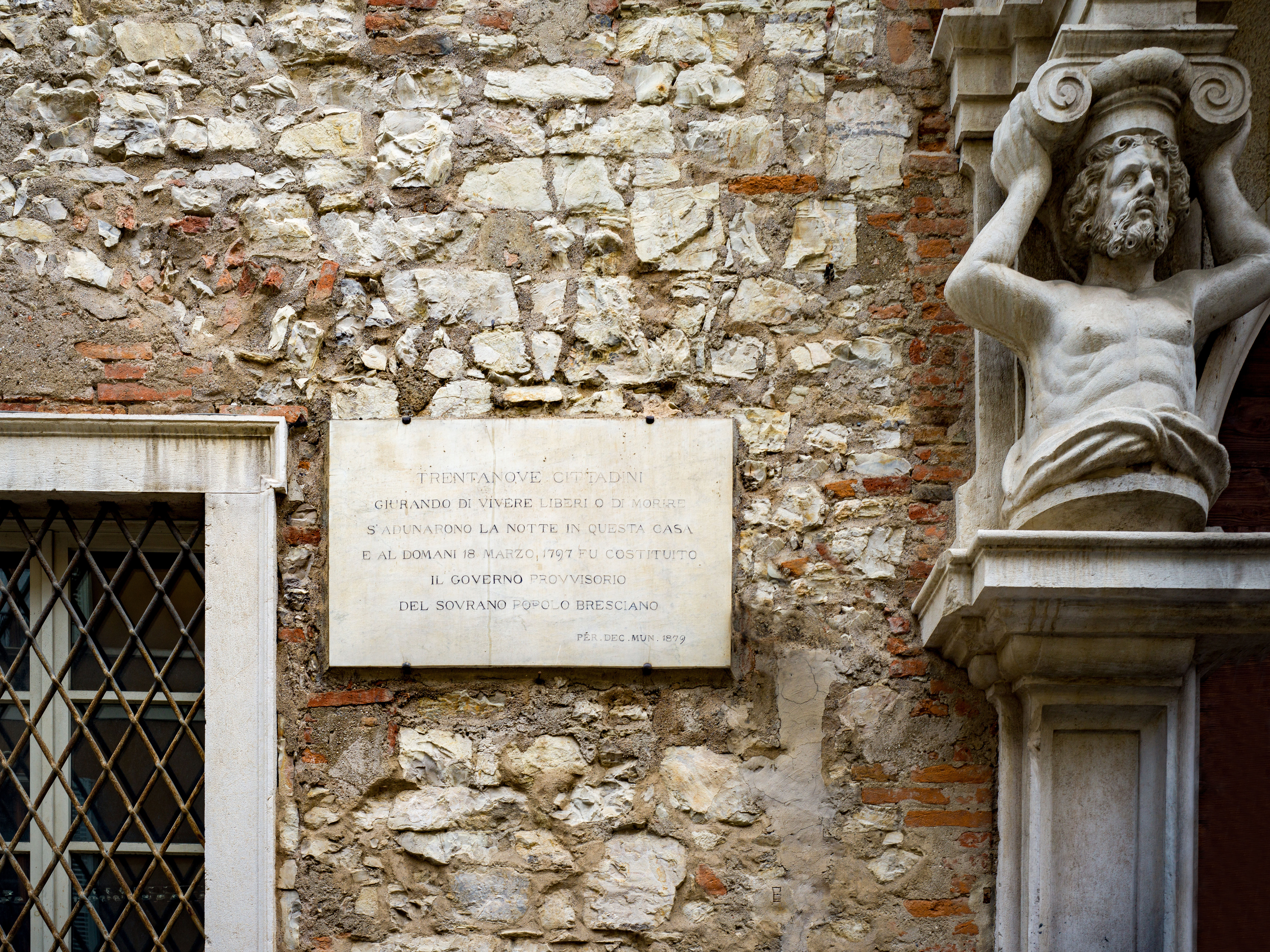
La targa affissa su palazzo Oldofredi a seguito degli eventi che portarono all'istituzione della Repubblica Bresciana

All'inizio del 1797 i Domini di Terraferma della repubblica di Venezia che erano posti oltre il Mincio (Brescia, Bergamo e Crema) erano quindi occupati militarmente dalle forze francesi, mentre l'amministrazione era affidata al Provveditore Straordinario Battagia pur con i limiti dovuti alla presenza dell'esercito straniero.
Al fine di risolvere l'impasse, ufficiali dell'esercito francese si mostrarono propensi ad appoggiare militarmente qualunque dichiarazione di autonomia proveniente dai nobili locali. I proclami e le lettere che Napoleone Bonaparte scrisse al fine di propagandare gli ideali della Rivoluzione francese alimentarono ulteriormente gli animi. Il 12 marzo ci fu la rivolta a Bergamo, comandata da Pietro Pesenti e da alcuni nobili e sostenuta dall'emissario francese Lhermite e dal colonnello delle forze armate transalpine Faivre.
A Brescia l'organizzazione della rivolta fu affidata ad alcuni giovani nobili che si riunirono presso palazzo Poncarali Oldofredi la sera del 17 marzo. Nei giorni precedenti fu mandato un emissario a Milano al fine di ottenere dalla Repubblica Transpadana una forza di combattenti che sostenesse militarmente la rivolta. Questa colonna sarebbe arrivata presso la porta di San Giovanni al mattino del 18 e avrebbe avvisato della sua presenza con un colpo di cannone. Al segnale, i congiurati uscirono dal Palazzo in direzione del Broletto, da secoli sede del Podestà veneto e in quel periodo residenza del Provveditore Straordinario. In testa al drappello, vi furono Giuseppe Lechi, futuro generale di Napoleone Bonaparte, e Francesco Fillos, che reggeva il tricolore verde, bianco e rosso. Battagia accolse i congiurati nella sala delle udienze. Stando al Da Como, il colonnello Miovilovich, a capo delle forze venete in città, aveva predisposto un piano di resistenza, ma il Provveditore, anche per la presenza delle forze francesi che occupavano il castello e che fino a quel momento non erano intervenute, decise di arrendersi per evitare spargimenti di sangue. Si verificò un solo incidente, presso il quartiere di San Giuseppe, nel quale fu ferito un rappresentante di Bergamo. In conseguenza di questo episodio, Battagia fu arrestato e portato in custodia presso il comandante francese in Castello, per poi essere ricondotto nelle segrete del Broletto e, nei giorni successivi, portato al confine del territorio veronese assieme alle forze rimaste fedeli a Venezia.

Ingresso del Broletto

Gli insorti istituirono una municipalità provvisoria composta da quaranta individui e presieduta da Pietro Suardi che ebbe il compito di calmare gli animi, organizzare il governo in città ed estendere gli effetti della rivolta su tutto il territorio provinciale. Il 24 marzo, con Decreto n. 72, la Municipalità provvisoria decadde e fu sostituita da un governo provvisorio, composto da quarantadue membri e sempre presieduto dal Suardi. Nello stesso periodo, i quattro quartieri della città furono costituiti in municipalità e il palazzo del Broletto fu ribattezzato Palazzo Nazionale.

### Combattimenti nelle valli
Nei giorni successivi all'insediamento, la municipalità e il governo provvisorio ottennero l'appoggio del Vescovo di Brescia Giovanni Nani. Col decreto 22 marzo 1797, n. 60, si concesse il mantenimento degli incarichi ai soggetti incaricati di amministrare i comuni e i reggimenti presenti sul territorio. Negli stessi giorni si ottenne la fedeltà delle municipalità di Orzinuovi e di Lonato con le relative fortezze.
Nella Valle Sabbia e lungo la Riviera di Salò vi furono le prime resistenze. Giacomo Pederzoli di Gargnano, tentò di eleggere una deputazione che si recasse a Brescia per entrare nel nuovo governo, ma non ottenne appoggi. Nei giorni successivi, i sostenitori di un ritorno alla Serenissima si coagularono a Salò, attorno al nobile Gianbattista Fioravanti, e in val Sabbia, attorno al sacerdote Andrea Filippi. Nei confronti di Salò, il governo provvisorio mandò un'ambasciata, senza ottenere successo. I resistenti costituirono a Nozza di Vestone un esercito con a capo Filippi. Di risposta, il governo provvisorio mandò una colonna di soldati al comando del generale Fantuzzi che però fu sconfitta al primo scontro con le forze valsabbine.
Il primo insuccesso militare del governo provvisorio convinse alcuni abitanti della Val Trompia, le cui municipalità avevano già dichiarato la propria fedeltà alla Repubblica, a ribellarsi: fu istituito un quartier generale a Carcina e fu nominato Pietro Paolo Moretti a capo delle forze armate. Per evitare ulteriori estensioni della rivolta, nell'aprile intervenne l'esercito francese comandato da La Hoz che sconfisse i ribelli valtrumpini nei pressi del loro quartier generale.
Sul finire del mese di aprile, fu la volta di Salò che fu occupata e saccheggiata. Ai primi di maggio l'esercito francese al comando del generale Landrieux salì la Val Sabbia. Odolo e Preseglie furono risparmiate in quanto si presentarono agli ufficiali con bandiera bianca e nastro tricolore, mentre Bagolino ottenne lo stesso risultato offrendo 500 zecchini; il resto degli abitati valsabbini fu devastato e saccheggiato tra il 3 e il 4 maggio. Con il Decreto 7 maggio 1797, n. 364, il Governo provvisorio comunicò la cessazione delle ostilità.

### Altri eventi
Il 1º maggio 1797 si ridefinì l'assetto della Repubblica riorganizzando il territorio in dieci cantoni, i quali sostituirono i Reggimenti e le quadre d'istituzione veneta, e determinando il nuovo assetto giudiziario. Fu decretato inoltre che i membri del Governo provvisorio fossero nominati a base rappresentativa.
Nei pochi mesi d'attività, il Governo provvisorio si distinse per l'abolizione del Fedecommesso e per aver introdotto il calendario rivoluzionario e la suddivisione della giornata in ventiquattr'ore di uguale durata.

### L'annessione alla Repubblica cisalpina

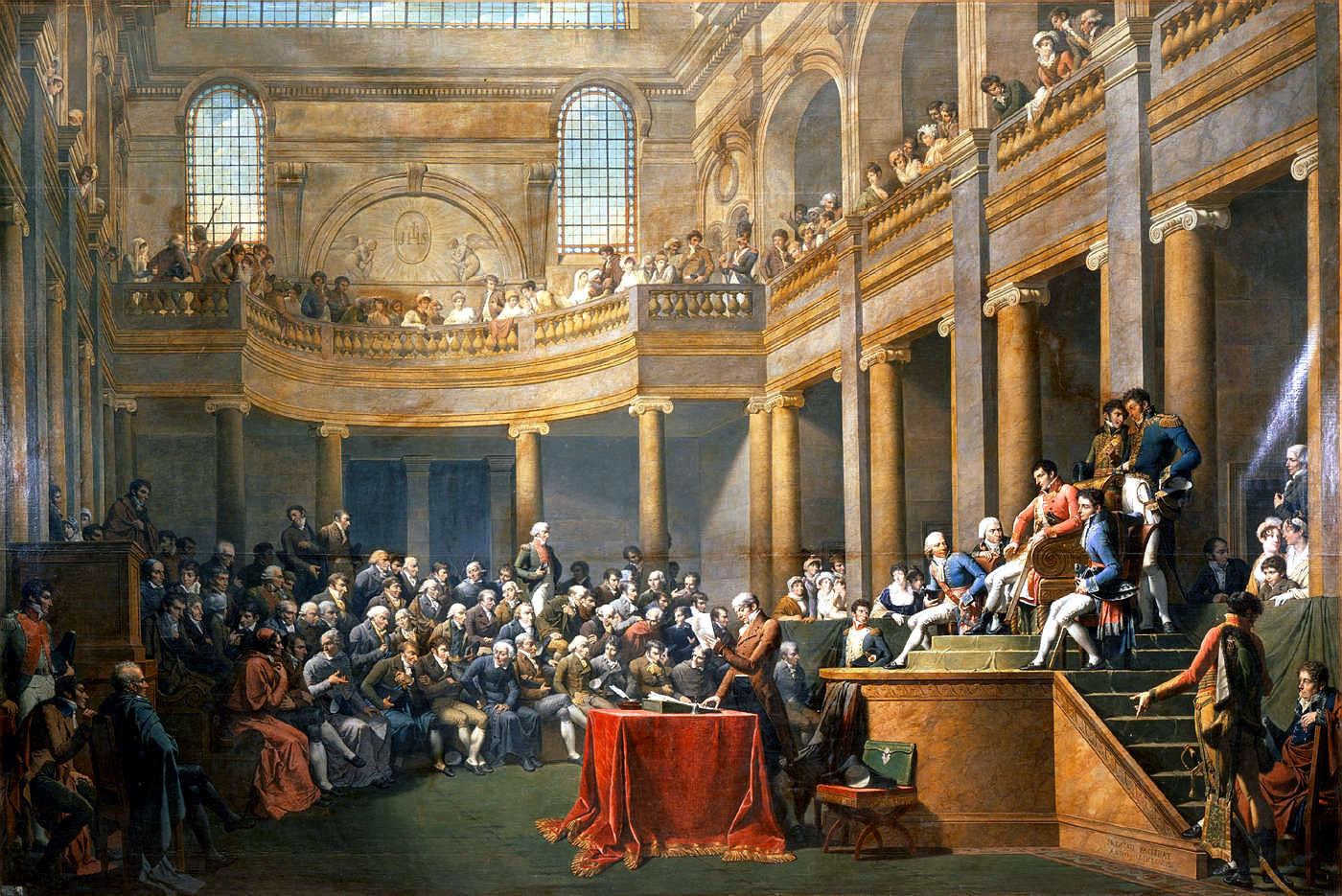
La consulta della Repubblica cisalpina (1802)

Il 17 ottobre 1797 fu firmato il Trattato di Campoformio tra la Repubblica francese e gli Asburgo d'Austria. In esso si riconosceva il passaggio dei territori della Repubblica di Venezia ad est del Lago di Garda e del fiume Adige alla casa d'Austria, mentre questa riconosceva autonomia alla Repubblica cisalpina, che nel Trattato era considerata comprendente non solo i territori dell'ex Lombardia austriaca, ma anche il Cremasco, il Bergamasco, il Bresciano, il Mantovano e Peschiera.
Solo il 4 novembre il testo del Trattato fu reso noto all'opinione pubblica bresciana attraverso il giornale "Democratico" curato da Giovanni Labus. La conferma arrivò nei giorni seguenti: il Governo provvisorio ricevette una lettera del Ministero degli affari esteri della Cisalpina in cui veniva informato del necessario ingrandimento della nuova repubblica con l'ingresso del Sovrano popolo bresciano. Il passaggio fu accettato dal Governo provvisorio con il Decreto 27 Brumale del VI anno Repubblicano (17 novembre 1797), n. 779. In esso si stabiliva la cessazione delle funzioni governative per l'ultimo del mese di Brumale (20 novembre), mentre dal primo Frimaio (21 novembre) si sarebbero attivate le nuove autorità dipartimentali.
Il territorio della repubblica fu quindi suddiviso nei vari dipartimenti del nuovo stato:
- la città, la Bassa, la Valle Trompia, la Val Sabbia, il Sebino e la Franciacorta entrarono nel dipartimento del Mella[20];
- la Riviera Gardesana, Desenzano, Lonato, Montichiari e Asola fecero parte del dipartimento del Benaco;
- la Valcamonica fu ripartita fra tre dipartimenti:
  - la parte della valle a nord dei fiumi Grigna e Dezzo confluì nel dipartimento dell'Adda e dell'Oglio[21][22];
  - la riva destra dell'Oglio a sud del fiume Dezzo entrò nel dipartimento del Serio[21];
  - la riva sinistra dello stesso fiume a meridione del torrente Grigna fu invece compresa nel dipartimento del Mella[21].

La perdita dell'autonomia governativa fu compensata dall'assunzione di incarichi nel nuovo stato. Molti rappresentanti dell'ex Governo provvisorio divennero seniori e juniori dei nuovi dipartimenti, mentre Gianbattista Savoldi entrò nel Direttorio e Giuseppe Lechi fu nominato Generale di Brigata.
Il 20 novembre, ultimo giorno di attività del Governo provvisorio, le truppe bresciane furono spostate a Rimini, probabilmente a scopo cautelativo, mentre in città furono presenti una colonna di francesi e una di cisalpini, quest'ultima originaria di Cremona. Il passaggio di consegne si verificò senza problemi: i membri della nuova amministrazione e della nuova municipalità lessero i primi proclami e le prime consegne da applicare nei territori della cessata repubblica che entrava dunque a far parte della Cisalpina.

## Organizzazione dello Stato

### Forma di stato e di governo
La forma di stato assunta fu quella di tipo liberale. Il Decreto del 19 marzo 1797, n. 14, riconosceva la libertà dell'individuo, chiamato ora cittadino, e degli altri diritti umani, stabilendo che ogni limitazione di questi sarebbe stata definita dalla legge. Lo stesso decreto garantiva l'inviolabilità della religione cattolica e della proprietà.
La forma di governo fu di tipo direttoriale, sulla falsariga della Repubblica francese. Il carattere di provvisorietà che contraddistinse la Repubblica bresciana per tutta la sua breve storia impedì la formazione di un parlamento che assumesse il potere legislativo. Di conseguenza esso fu esercitato dagli organi di governo tramite l'emanazione di decreti. Al fine di garantire una rappresentanza a tutte le forze territoriali, il Decreto 1º maggio 1797, n. 337, stabilì che il governo fosse composto da sessanta membri, sei per ognuno dei dieci cantoni in cui fu diviso il territorio dello stato.

### Suddivisione del territorio

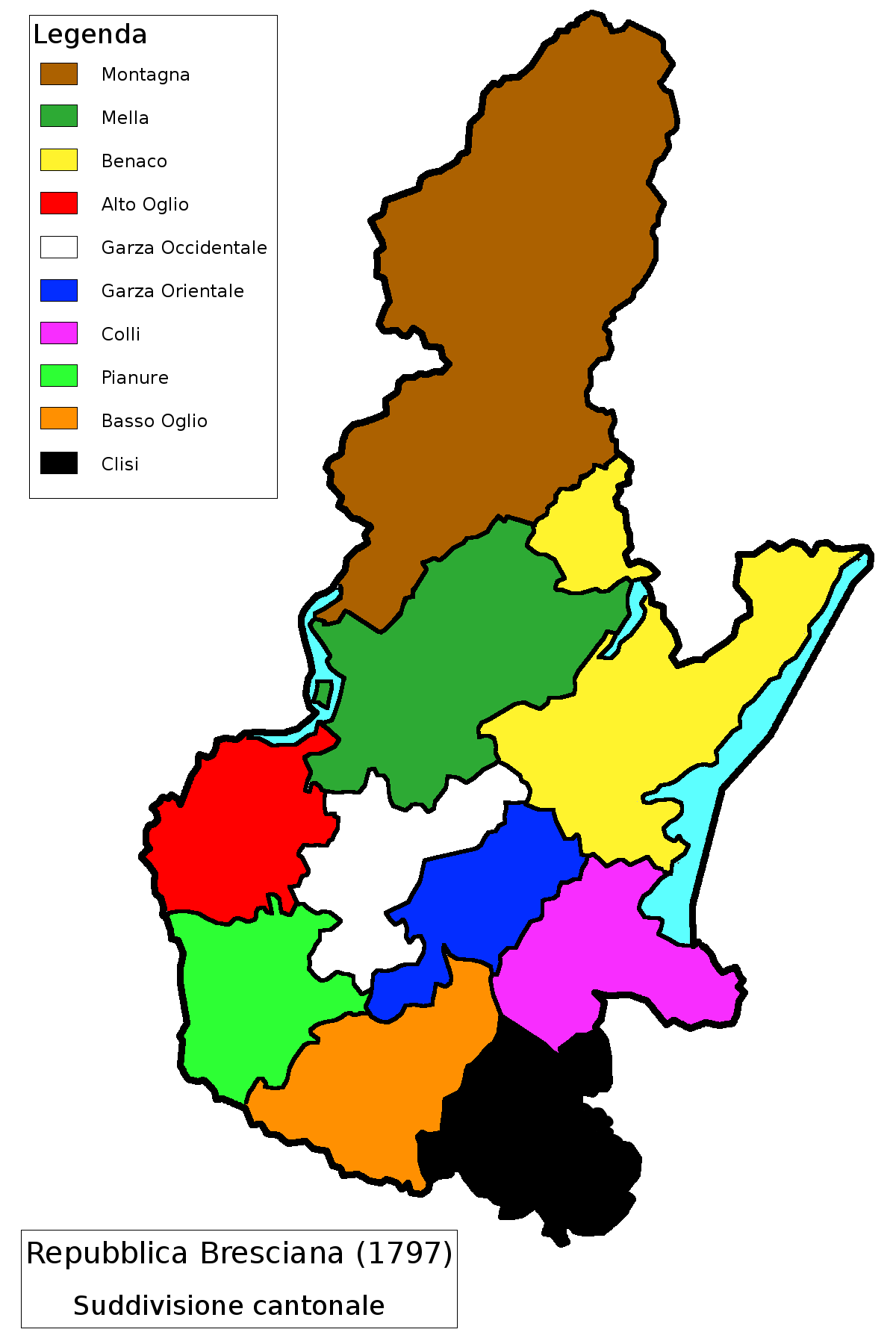
Organizzazione territoriale della repubblica

Nel Decreto 1º maggio 1797 si elencarono i vari centri abitati, definiti Luoghi, che il Governo intendeva porre sotto la sua amministrazione. Il territorio corrispondeva a quello del Territorio di Brescia, ossia dell'attuale provincia di Brescia ad eccezione degli attuali comuni di Magasa e Valvestino, all'epoca appartenenti al Principato vescovile di Trento, e Sirmione, all'epoca appartenente al territorio veronese, quindi rimasto soggetto alla Repubblica di Venezia; appartenevano alla Repubblica Bresciana anche Asola, Casaloldo, Casalmoro e Casalpoglio (oggi in provincia di Mantova) e Rogno (oggi in provincia di Bergamo).
Il medesimo decreto suddivideva il territorio in dieci cantoni:
- cantone dell'Alto Oglio (capoluogo: Chiari)[25]
  - Adro, Berlingo, Borgonato, Bornato, Calino, Camignone, Capriolo, Castelcovati, Castrezzato, Cazzago, Chiari, Clusane, Coccaglio, Cologne, Colombaro, Erbusco, Iseo, Marocchina, Monterotondo, Nigoline, Paderno, Palazzolo, Paratico, Passirano, Pilzone, Pontoglio, Provaglio, Rovato, Timoline, Torbiato, Urago d'Oglio
- cantone del Basso Oglio (capoluogo: Verolanuova)[26]
  - Alfianello, Bassano, Boldeniga, Breda Libera, Cadignano, Castelletto di Leno, Castelletto di Quinzano, Cignano, Cigole, Faverzano, Ghedi, Leno, Manerbio, Mezzullo, Milzanello, Milzano, Monticelli, Oflaga, Pavone, Pontevico, Porzano, Quinzanello, Quinzano, San Gervasio, Scorzarolo, Seniga, Verolanuova, Verolavecchia
- cantone del Benaco (capoluogo: Salò)[27]
  - Agnosine, Bagolino, Barghe, Benaco (Salò), Bione, Bogliaco, Cacavero, Casa d'Idro, Centenaro, Cisano, Clibbio, Degagna, Fasano, Gaino, Gardone del Benaco, Gargnano, Gavardo, Gazzane, Hano, Idro, Limone, Maderno, Manerba, Muscoline, Odolo, Pieve, Polpenazze, Portese, Prabello, Prandaglio, Preseglie, Provaglio di Sopra, Provaglio di Sotto, Puegnago, Raffa, Sabbio, San Felice, Sopraponte, Soprazzocco, Teglie, Tignale, Toscolano, Tremosine, Treviso, Vallio, Villa, Villanuova, Vobarno, Volciano
- cantone del Clisi (capoluogo: Asola)[28]
  - Acquafredda, Asola, Calvisano, Carpenedolo, Casalmoro, Casaloldo, Casalpoglio, Castelnuovo del Clisi, Corvione, Fiesse, Gambara, Gottolengo, Isorella, Malpaga, Mezzane, Pralboino, Remedello di Sopra, Remedello di Sotto, Visano
- cantone dei Colli (capoluogo: Lonato)[29]
  - Arzago, Bedizzole, Calcinato, Calvagese, Carzago, Castrezzone, Chizzoline, Desenzano, Esenta, Lonato, Maguzzano, Mocasina, Moniga, Montichiari, Padenghe, Pozzolengo, Rivoltella, Soiano, Venzago
- cantone di Garza Orientale (capoluogo: rione Torrelunga di Brescia)[30]
  - "Chiusure a mattina della Garza", ovvero quartieri di Brescia posti ad est del torrente Garza: Aspes, Chiaviche, Conicchio, Folzano, parte delle Fornaci, Mompiano, Pontevica, San Francesco di Paola, San Polo, Verziano
  - comuni di Bagnolo, Borgosatollo, Botticino sera, Botticino mattina, Castenedolo, Caionvico, Ciliverghe, Goglione di sopra, Goglione di sotto, Mazzano, Montirone, Nuvolento, Nuvolera, Paitone, Rezzato, Serle, San Zeno, Sant'Eufemia, Virle
- cantone di Garza Occidentale (capoluogo: rione Pallata di Brescia)[31]
  - "Chiusure a sera della Garza", ovvero quartieri di Brescia posti ad ovest del torrente Garza: Borgo Pile, Borgo San Giacomo, Borgo San Giovanni, Bottonaga, Casa d'Esimo, Fiumicello, Fontanelle e Serpente, parte delle Fornaci, Mandolossa, Roncadelle e Caselle, San Bartolomeo, parte di Urago, parte del quartiere Violino
  - comuni di Azzano, Borgo Poncarale, Bovezzo, Caino, Capriano, Casaglio, Castegnato, Castelnuovo di Pallade, Cellatica, Coler, Collebeato, Corticelle, Cortine, Flero, Gussago, Mairano, Nave, Onzato, Ospitaletto, Pievedizio, Poncarale, Pontegatello, Rodengo, Ronco, Saiano, Sale di Gussago, Torbole, Travagliato, Urago di Mella, Valenzano
- cantone del Mella (capoluogo: Gardone)[32]
  - Alone, Anfo e Rocca, Avenone, Bovegno, Brione, Brozzo, Carcina, Carzano e Novale, Casto, Cesovo, Cimmo, Civine, Collio San Colombano e Memmo, Comero, Concesio, Forno d'Ono, Gardone, Inzino, Irma e Magno, Lavenone, Lavino, Levrange, Livemmo, Lodrino, Lumezzane Sant'Apollonio, Lumezzane Pieve, Magno d'Inzino, Malpaga, Marasino, Marcheno, Marmentino, Marone, Monte d'Isola, Monticelli Brusati, Mura, Navono, Nozza, Odeno, Ome, Ono, Peschiera, Pezzaze, Pezzoro, Polaveno, Posico, Prato, Presegno, Provezze e Fantecolo, Sale Marasino, San Vigilio, Sarezzo, Siviano, Sulzano, Tavernole, Vestone e Promo, Vello, Villa e Cailina, Zone
- cantone della Montagna (capoluogo: Breno)[33]
  - Anfurro, Angolo, Artogne, Berzo, Berzo Demo, Bienno, Borno, Braone, Breno, Capo di Ponte, Cemmo, Cerveno, Ceto, Cevo, Cedegolo, Cimbergo, Cividate, Cortenedolo, Corteno, Darfo, Demo, Do e Ono, Edolo, Erbanno, Esine, Gianico, Gorzone, Grevo, Incudine, Losine, Loveno, Lozio, Malegno, Malonno, Mazzunno, Monno, Mù, Nadro, Niardo, Osimo, Paisco, Paspardo, Pezzo, Pisogne, Ponte di Legno, Prestine, Piano, Pontagna, Rogno, Santicolo, Saviore, Sciano, Sellero, Sonico, Temù, Terzano, Vezza, Villa, Vione
- cantone delle Pianure (capoluogo: Orzinuovi)[34]
  - Acqualunga, Barbariga, Barco, Bargnano, Brandico, Breda Maggia, Castelgonelle, Cizzago, Comezzano, Coniolo e Rossa, Corzano, Cosirano, Cremezzano, Dello, Farfengo, Frontignano, Gabbiano, Gerola, Lograto, Longhena, Ludriano, Maclodio, Meano, Mottella, Ognato, Ovanengo, Oriano, Orzinuovi, Orzivecchi, Padernello, Pedergnaga, Pompiano, Pudiano, Roccafranca, Rudiano, Scarpizzolo, Trenzano, Trignano, Villachiara, Villagana, Zurlengo

L'unità amministrativa di base era il Comune, retto da una municipalità. Un singolo luogo poteva istituire una municipalità se aveva almeno duemila abitanti, altrimenti era invitato a unirsi con altri luoghi. Nel comune doveva funzionare un Giudice di Pace con il compito di amministrare la giustizia civile e commerciale in primo grado.
La città di Brescia fu suddivisa in quattro rioni, ognuno dei quali ebbe una propria municipalità.
I comuni erano poi riuniti in un Cantone. Il primo ed il secondo rione della città, posti ad occidente, fecero parte del Cantone della Garza Occidentale, mentre il terzo ed il quarto appartennero al Cantone della Garza Orientale. Nel capoluogo di cantone risiedevano:
- il Commissario Nazionale che, nominato dal Governo provvisorio, aveva il compito di corrispondere con le municipalità per conto dello stesso;
- il Tribunale Civile d'Appello o Tribunale Civile del Cantone che aveva il compito di amministrare la giustizia civile e commerciale in secondo grado;
- il Tribunale Criminale, che amministrava la giustizia penale;
- una colonna mobile della Guardia Nazionale.

Presso la sede del Governo provvisorio, stabilita nel Palazzo Nazionale del Broletto, risiedevano anche il Tribunale Nazionale Civile, giudice di terza istanza nelle cause civili e commerciali, e il Tribunale Nazionale Criminale.

### Il governo
Fu edita dalla Tipografia dipartimentale di Brescia nel 1804.
Voluta da Nicolò Bettoni, risulta la fonte principale delle decisioni assunte dal Governo provvisorio. Sono venuti infatti a mancare i verbali delle adunanze e altri documenti pubblici a causa sia della successiva occupazione della città di Brescia da parte delle forze Austro-Russe (1798-99) sia della decisione dell'amministrazione del Lombardo-Veneto di liberarsi degli atti dell'epoca napoleonica (1849-50).
I decreti furono raccolti in quattro volumi, rispettando l'ordine cronologico di emissione.

#### La municipalità provvisoria
La municipalità provvisoria fu istituita nelle ore successive all'assalto del Broletto e all'arresto del Provveditore Straordinario Battagia con apposito Decreto 18 marzo 1797, n. 2. Fu composto da quaranta membri ai quali si aggiunsero il Presidente Pietro Suardi e due municipalisti, affiancanti la Presidenza nel ruolo di segretario. I membri della Municipalità provenivano tutti dal notabilato locale, sebbene avessero tutti rinunciato al titolo nobiliare e si facessero chiamare cittadini. Soltanto alcuni di essi avevano partecipato alla congiura e all'assalto di quella mattinata, il resto provenne da precedenti esperienze nel campo dell'amministrazione locale.
La municipalità si organizzò in sei comitati, ognuno composto da cinque membri: di Vigilanza, Militare, d'Istruzione Pubblica, di Finanza, ai Viveri, di Custodia de' Pubblici Effetti. Il ruolo dei comitati fu quello di emanare e firmare decreti nella fattispecie di competenza. I Decreti e i comunicati presi a nome dell'intera municipalità furono firmati dal Presidente.
La sede fu posta inizialmente presso la Loggia, denominato Palazzo di Città, per poi essere trasferita il 20 in Broletto, a sua volta definito Palazzo Nazionale.
Tra le decisioni prese dalla Municipalità provvisoria vi fu quella di nominare Giuseppe Lechi "Generale in Capo" della forza armata della Repubblica e responsabile della sua organizzazione e quella di distruggere i simboli marmorei della Serenissima. Fu inoltre imposto il canto del Te Deum laudamus allo scopo di "rendere all'Altissimo le dovute grazie per la ricuperata Libertà"; l'evento si tenne nella chiesa dei Santi Faustino e Giovita il 22.

#### Il governo provvisorio
Il Governo provvisorio si sostituì alla Municipalità il 24 marzo 1797. Fu composto da quarantadue membri ai quali si aggiunsero il Presidente, il Vicepresidente e il Segretario del Governo provvisorio. Il Governo organizzò i suoi componenti in sei comitati: di Vigilanza e Polizia, Militare, d'Istruzione Pubblica, di Finanza, dei Viveri, Custodia de' Pubblici Effetti. Due vicesegretari si affiancavano al Segretario, mentre il comitato di Vigilanza e Polizia fu affiancato da tre commissari. Ogni comitato aveva il proprio segretario, in certi casi anche un vicesegretario, mentre quello dei Pubblici Effetti fu affiancato da un ragioniere.
Con la riorganizzazione del 1º maggio, si stabilì che il numero dei componenti del Governo salisse a sessanta, in maniera da permettere ad ogni cantone in cui fu suddiviso il territorio della repubblica di essere rappresentato da sei membri. Tuttavia, il Governo stesso si limitò a nominare quindici nuovi membri, provenienti dalla provincia, i quali si aggiunsero ai quarantacinque già in essere. Stando a documenti privati presentati dal Da Como (1926), durante la breve vita della repubblica vi furono due dimissioni e cinque destituzioni nel Governo, ma non si verificarono rimpiazzamenti.
L'ufficio di Presidenza fu svolto per i primi due mesi da Pietro Suardi, già Presidente della Municipalità provvisoria. Successivamente, il 19 di ogni mese il Governo procedeva a nominare un nuovo Presidente che rimaneva in carica un mese. L'elenco di coloro che si successero in tale incarico fu il seguente:
- Pietro Suardi (24 marzo - 19 maggio);
- Federico Mazzucchelli (19 maggio - 19 giugno);
- Giovanni Battista Savoldi (19 giugno - 19 luglio);
- Giacomo Pederzoli (19 luglio - 19 agosto);
- Vicenzo Girelli (19 agosto - 19 settembre);
- Carlo Arici (19 settembre - 19 ottobre);
- Gabriele Mazzocchi (19 ottobre - 20 novembre).

### La giustizia

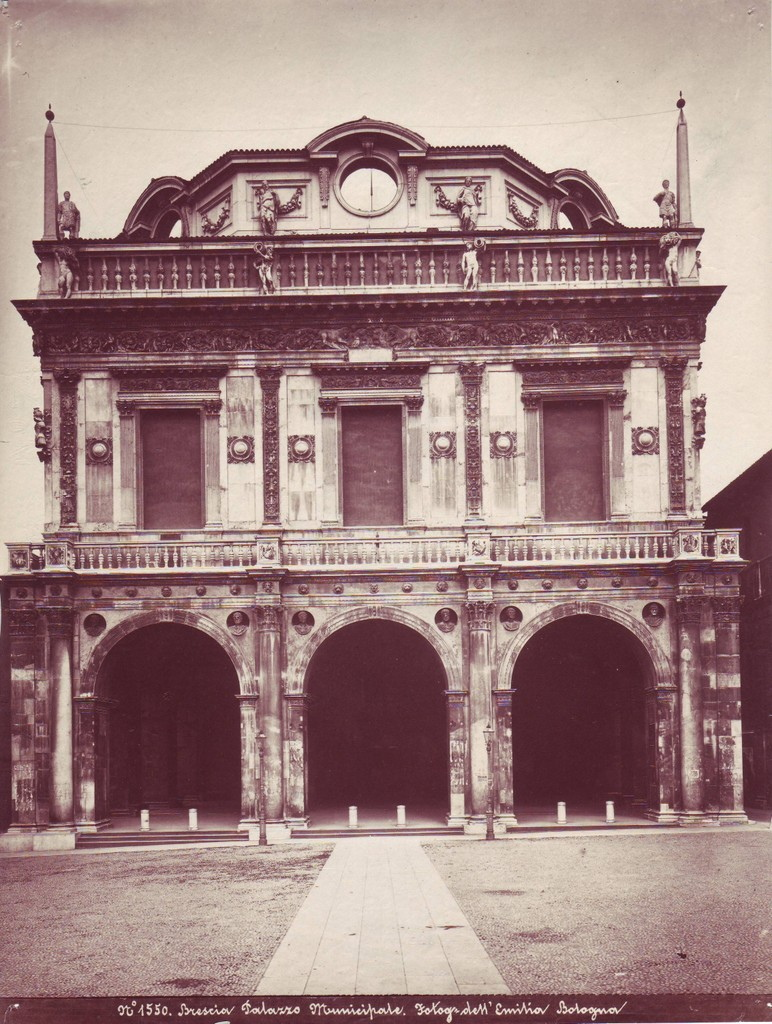
Palazzo della Loggia, sede dei Giudici di Pace rionali della città.

All'indomani dell'insurrezione, la Municipalità provvisoria decretò la sospensione per una settimana di tutte le cause in attesa di giudizio presso il foro. Tre giorni dopo, fu istituita la magistratura del Giudice di Pace con il compito di dirimere le questioni civili e commerciali che sotto la Repubblica di Venezia facevano capo al Pretore. Il giudizio sui delitti furono invece competenza di una Commissione Criminale che avrebbe funzionato a titolo provvisorio fino alla costituzione di un Codice Criminale regolante la materia penale. La Commissione fu istituita con Decreto 25 marzo 1797, n. 76, all'interno del quale fu stabilito anche il divieto della tortura quale strumento per ottenere prove e confessioni.
La riorganizzazione del 1º maggio estese l'istituto del Giudice di Pace su tutto il territorio della Repubblica. Ogni municipalità doveva essere dotata di un magistrato il quale doveva essere eletto dal "Popolo radunato nelle Parrocchia", formula generica che lasciava le modalità di elezione alla libera autonomia delle municipalità stesse. Le sentenze del Giudice si consideravano definitive se la somma in questione era inferiore alle Lire 100, mentre le altre potevano essere appellate al Tribunale Civile d'Appello entro tre giorni dalla sua data di emanazione.
Il Tribunale Civile d'Appello risiedeva presso il Luogo Centrale del Cantone, da cui anche il nome alternativo di Tribunale Civile di Cantone. Era composto da tre magistrati, nominati dal Governo provvisorio, che giudicavano collegialmente le sentenze che venivano loro appellate. Il loro compito era quello di confermare la sentenza del Giudice di Pace oppure di annullarla; in quest'ultimo caso la nuova sentenza d'appello sarebbe stata emessa dal Tribunale Civile Nazionale, sedente a Brescia.
Anche il Tribunale Criminale risiedeva presso il Luogo Centrale cantonale. Esso sostituiva la precedente Commissione Criminale e era composto da tre giudici di cui uno avrebbe svolto il ruolo di Presidente. Quest'ultimo fungeva da Giudice correzionale, emanando sentenze relative a carcerazioni che non si fossero estese oltre dieci giorni: se vi era necessità di emettere una pena detentiva più lunga, il Presidente doveva convocare il Tribunale nella sua forma collegiale. Le sentenze erano definitive, quindi senza possibilità di appello. Sia il Tribunale Criminale sia il Tribunale Civile d'Appello erano dotati di una colonna mobile della Guardia Nazionale, allo scopo di garantirne l'autorità.
Il Tribunale Civile Nazionale doveva giudicare in appello le sentenze annullate dai tribunali cantonali, mentre il Tribunale Nazionale Criminale aveva il compito di sentenziare sui Delitti di lesa nazione. Entrambi avevano la sede a Brescia. La loro composizione era strettamente interdipendente. I due organi collegiali, infatti, dovevano essere composti in totale da dieci magistrati, ognuno proveniente da un diverso Cantone della Repubblica. Sette di questi, a sorte, sarebbero entrati nel tribunale civile, mentre gli altri tre sarebbero diventati membri del tribunale criminale. Per garantire l'esercizio delle loro funzioni, i due tribunali nazionali erano dotati di una colonna della Guardia Nazionale.

### Ulteriori approfondimenti
- Fabrizio Galvagni, Col fuoco e col saccheggio sottomessa. 1797: fatti e testimonianze dell'insorgenza della Vallesabbia e della riviera del Garda., Vobarno, Compagnia delle pive, 1997. ISBN non esistente